# 歌のプレゼント
『歌のプレゼント』（うたのプレゼント）は、1965年7月4日から1970年3月までフジテレビ系列局で放送されていた歌謡番組である。フジテレビと関西テレビとクラウンレコード（現・日本クラウン）の共同製作。三菱電機の一社提供。放送時間は毎週日曜 12:00 - 12:30 （日本標準時）。

## 概要
三菱電機提供・クラウンレコード協賛の歌謡番組シリーズ『三菱クラウンアワー』の第3弾。当時流行していたレコード会社協賛の歌謡番組の1つで、毎回クラウンレコードの所属歌手たちが歌を披露していた。
正式名称は『三菱クラウンアワー 歌のプレゼント クラウンスターパレード』であるが、新聞のテレビ欄においては表題通りの表記が用いられている。

## 出演者

### 司会
- 青空星夫・月夫

### アシスタント
- 峰千鶴子

### 出演歌手
- 山田太郎
- 水前寺清子
- 手塚しげお
- 西郷輝彦
- 一節太郎
- 小林旭
- 五月みどり
- 朝丘雪路
- 笹みどり
- 美川憲一
- 青山ミチ
- 水戸浩二
- 由美かおる
- ほか

## ネット局
特筆の無い限り全て同時ネット。
- フジテレビ（制作局）
- 富山テレビ[1]
- 石川テレビ[1]
- 長野放送[2]

## 参考資料
- 『タイムテーブルからみたフジテレビ35年史』フジテレビ編成局調査部、1994年、26 - 46頁。

| フジテレビ系列 日曜12:00枠                                         | フジテレビ系列 日曜12:00枠                                                      | フジテレビ系列 日曜12:00枠                                             |
| 前番組                                                             | 番組名                                                                          | 次番組                                                                 |
| ------------------------------------------------------------------ | ------------------------------------------------------------------------------- | ---------------------------------------------------------------------- |
| 歌うスターハイライト （1964年6月7日 - 1965年6月27日）              | 歌のプレゼント クラウンスターパレード （1965年7月4日 - 1970年3月）              | こんにちはふるさとさん （1970年4月5日 - 1970年6月28日） ※12:00 - 12:55 |
| フジテレビ系列 三菱クラウンアワー                                  |                                                                                 |                                                                        |
| 歌うスターハイライト （1964年6月7日 - 1965年6月27日） ※日曜12:00枠 | 歌のプレゼント クラウンスターパレード （1965年7月4日 - 1970年3月） ※日曜12:00枠 | みんなで手拍子! （1970年4月 - 1971年5月23日） ※日曜14:00枠             |